# Donald Kingaby
Donald Ernest Kingaby (né le 7 janvier 1920 à Holloway et mort le 31 décembre 1990 dans la Westfield) est un aviateur britannique de la Royal Air Force (RAF).

## Biographie
Il participe notamment à la bataille d'Angleterre et aux batailles sur le Front de l'Ouest pendant la Seconde Guerre mondiale. Au cours d'une carrière opérationnelle de quelque 300 opérations pendant le conflit, Kingaby a remporté 21 victoires aériennes contre des avions ennemis, ainsi que deux victoires partagées, six probables et onze « endommagées ». Quatorze de ses victoires en solo ont été remportées contre des Messerschmitt Bf 109.
Il est le seul pilote à avoir reçu la Distinguished Flying Medal à trois reprises pendant la guerre.